# Comté de Cook (Queensland)
Pour les articles homonymes, voir Comté de Cook.
Le comté de Cook (Shire of Cook) est une zone d'administration locale de la région du Far North Queensland en Australie. Le centre administratif du comté est Cooktown. Le comté a été établi en 1919.
Le comté comprend les villes de :
- Cooktown ;
- Marton ;
- Laura ;
- Lakeland ;
- Coen ;
- Ayton ;
- Rossville (en) ;
- Portland Roads.

Il y a aussi des îles inhabitées faisant partie du comté, telle l'Île Lizard (en).
Depuis 2007, il a perdu une partie de son territoire aux dépens de comtés aborigènes : Hope Vale, Lockhart River, Napranum et Mapoon qui sont maintenant des comtés indépendants.
Le comté abrite deux sites classés au patrimoine mondial de l'humanité :
- le parc national de Daintree ;
- la Grande Barrière de corail.